# Alte Hundwilerbrücke
Die Alte Hundwilerbrücke, auch Breitenmoserbrücke, war eine gedeckte Holzbrücke der Strassenverbindung Hundwil–Waldstatt im Kanton Appenzell Ausserrhoden in der Schweiz. Sie überführte die Strasse im Hundwilertobel über die Urnäsch. Die Brücke wurde 1925 durch die Hundwilertobelbrücke ersetzt und im Sommer 1928 abgebrochen.

## Geschichte

Modell der Hundwilerbrücke

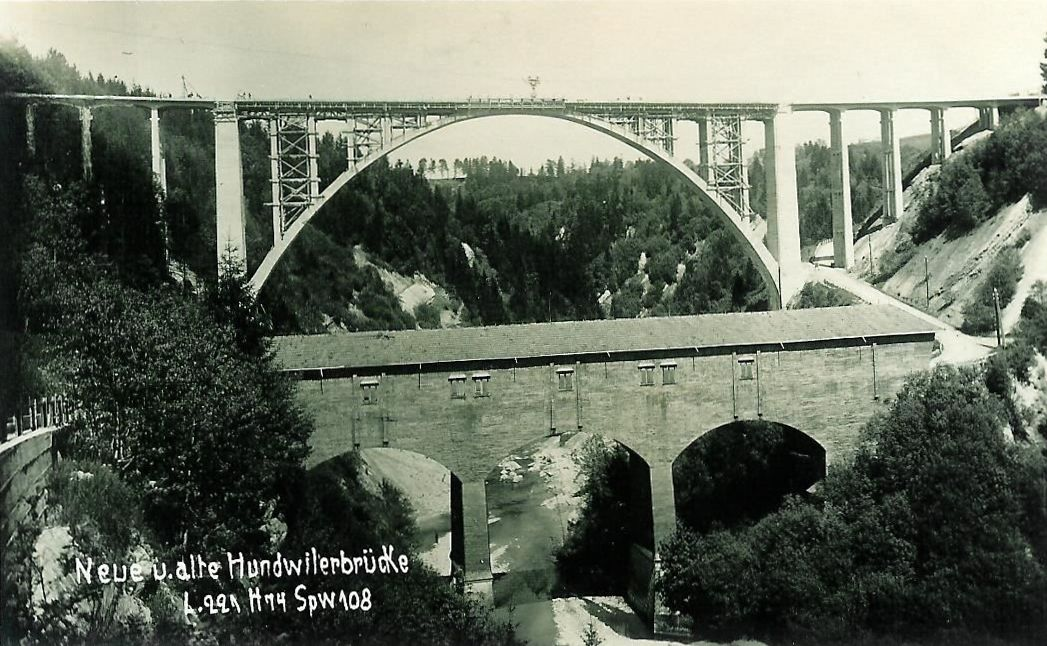
Alte und neue Hundwilerbrücke

Die Breitenmoserbrücke wurde in den Jahren 1838 bis 1839 gebaut und wies anfänglich noch kein Dach auf. Dieses wurde erst in den Jahren 1854 bis 1856 angebracht. Die Brücke liegt ungefähr 30 m über der Urnäsch, die bis zu 14 % steilen Zufahrtstrassen führen entlang der rutschgefährdeten Hänge des Tobels. Auf der Waldstätterseite wurde die Strasse wegen mangelnder Finanzen der Gemeinde bis 1862 nicht fertiggestellt, sodass die Brücke fast zwanzig Jahre nicht benutzt werden konnte. 
In den 1920er-Jahren genügte die Holzbrücke dem aufkommenden motorisierten Verkehr nicht mehr, abgesehen davon, dass die Zufahrten zur Brücke im Talgrund immer wieder durch Hangrutschungen beschädigt wurden, vor allem auf der Waldstätterseite. Die Landsgemeinde von Appenzell Ausserrhoden gab deshalb am 29. April 1923 dem Kantonsrat die Vollmacht, über den Bau einer neuen Brücke zu entscheiden, wovon dieser Gebrauch machte und die neue Hundwilerbrücke bauen liess. 
Der Abbruch der alten Hundwilertobelbrücke wurde 1925 ausgeschrieben, wurde aber erst 1928 für 4000 Franken an den Wirt des Gasthauses Krone in Speicher vergeben und erfolgte im Sommer desselben Jahres.